# Gare de Venerque - Le Vernet
La gare de Venerque - Le Vernet est une gare ferroviaire française de la ligne de Portet-Saint-Simon à Puigcerda (frontière), située sur le territoire de la commune de Vernet, à proximité de Venerque, dans le département de Haute-Garonne, en région Occitanie.
Elle est mise en service en 1861 par la Compagnie des chemins de fer du Midi et du Canal latéral à la Garonne. C'est une halte ferroviaire de la Société nationale des chemins de fer français (SNCF) desservie des trains régionaux TER Occitanie.

## Situation ferroviaire
Établie à 168 m d'altitude, la gare de Venerque - Le Vernet est située au point kilométrique (PK) 22,966 de la ligne de Portet-Saint-Simon à Puigcerda (frontière), entre les gares de Pins-Justaret et d'Auterive.

## Histoire

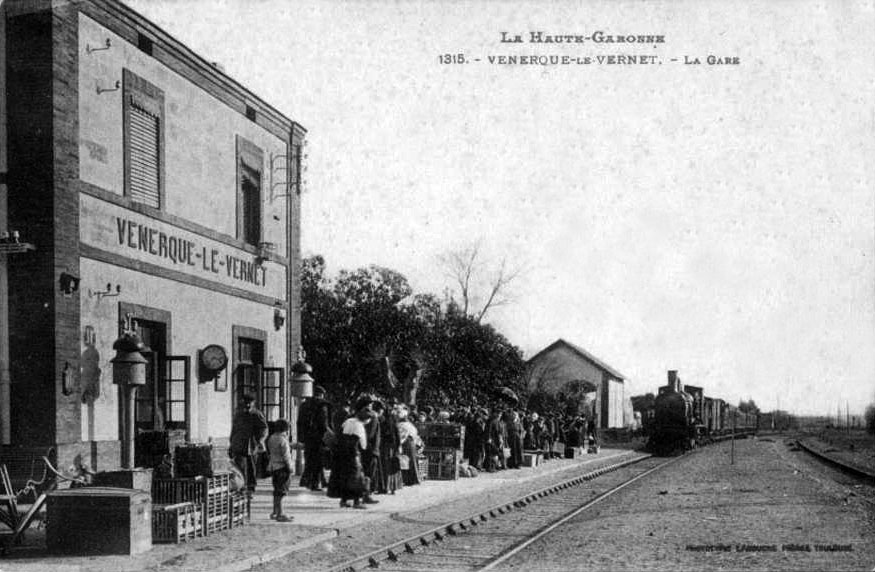
L'intérieur de la gare vers 1900.

La station de Venerque - Le Vernet est mise en service le 19 octobre 1861 par la Compagnie des chemins de fer du Midi et du Canal latéral à la Garonne lorsqu'elle ouvre la section de Toulouse à Pamiers. La station qui est le deuxième arrêt de l'embranchement vers Foix est édifiée, à 22 km de Toulouse, à proximité et à l'ouest du village du Vernet (626 habitants), Venerque (988 habitants est à quelque distance sur l'autre rive de l'Ariège.
En 2014, selon les estimations de la SNCF, la fréquentation annuelle de la gare était de 186 983 voyageurs.

## Fréquentation
De 2015 à 2023, selon les estimations de la SNCF, la fréquentation annuelle de la gare s'élève aux nombres indiqués dans le tableau ci-dessous :
| Année                      | 2015    | 2016    | 2017    | 2018    | 2019    | 2020    | 2021    | 2022    | 2023    |
| -------------------------- | ------- | ------- | ------- | ------- | ------- | ------- | ------- | ------- | ------- |
| Voyageurs seuls            | 188 479 | 189 512 | 196 492 | 159 166 | 174 216 | 130 582 | 156 003 | 194 542 | 216 825 |
| Voyageurs et non voyageurs | 235 599 | 236 890 | 245 615 | 198 958 | 217 771 | 163 228 | 195 004 | 243 177 | 271 031 |

## Service des voyageurs

### Accueil
Halte SNCF, c'est un point d'arrêt non géré (PANG) à accès libre. Elle est équipée d'automates pour l'achat de titres de transport.

### Desserte
Venerque - Le Vernet est desservie par des trains TER Occitanie qui effectuent des missions entre les gares de Toulouse-Matabiau et de Pamiers, ou de Foix, d'Ax-les-Thermes, de Latour-de-Carol - Enveitg.

### Intermodalité
Un parking pour les véhicules est aménagé. La gare est desservie par des cars régionaux.